# INGRESS THE ANIMATION
| 副監督                       | 入川慶也             |
| CGディレクター               | 古川厚               |
| 美術監督                     | 加藤浩、坂上裕文     |
| 美術監督補佐                 | 新井帆海             |
| コンセプトアーティスト       | 幸田和磨             |
| モデリングディレクター       | 宮岡将志             |
| アニメーションディレクター   | 小林丸               |
| 撮影監督                     | 野村達哉             |
| 制作プロデューサー 音響監督  | 石井朋彦             |
| アニメーションプロデューサー | 田尻真輝、奈良岡智哉 |

『INGRESS THE ANIMATION』（イングレス・ジ・アニメーション）は、CRAFTAR制作による日本のアニメ。2018年10月から12月までフジテレビ『+Ultra』枠第1弾作品として放送された。ナイアンティックのスマートフォンゲーム『Ingress』を題材としており、企画としてゲームとアニメ、現実が放送と同時に連携する「リアルタイムストーリー」が公開された。Netflix日本では2018年10月18日に全11話を配信。日本に続き海外でも配信された。

## 制作

### アニメ化プロジェクト
2016年2月、フジテレビはナイアンティックへの出資を発表。この時の話の中でジョン・ハンケが大多亮に対して「アニメでも一緒に何か作りたい」と話したことから企画が進んだ。本作でプロデューサーを務めるクラフターの石井朋彦はジョン・ハンケと10年以上の付き合いであり、また2010年にGoogleマップの日本向けローンチ5周年を記念して六本木ヒルズで行われた、押井守とナイアンティックの川島優志の対談の際、モデレーターとして石井朋彦が参加していた。この縁で石井朋彦がプロデューサーとしてプロジェクトに加わった。
監督の櫻木の「この現実で起こりうる異能力バトル」に「Ingress」の世界観で使われているエキゾチックマター等の世界観を絡ませるという構想の元、シナリオライターの月島総記らが脚本を練った。

### プロデュース
プロデューサーの石井朋彦は櫻木優平を監督として起用した理由について、櫻木監督が得意とするフル3DCGを使ったキャラクターならばゲームや現実にシンクロできる作品に出来るということ、櫻木監督の得意とする世界観に「Ingress」がマッチしていて、"いまの作品を作る"という点で時代にもマッチしていること、の二点を挙げている。

### キャラクター設定
本作は企画の段階から、世界展開することが決まっていた。海外のスタッフから、日本のアニメによくある「ティーンエイジャーが世界を救う」という設定が海外の人には「ティーンエイジャーは学校に行っているもの」と思われてピンとこないという指摘にあわせ、主人公の翠川誠は30歳、他のキャラクターも年齢を高めに設定した。またキャラクターの国籍も日本、米国、アジア、ヨーロッパなど様々なものになっている。

### 映像
本作は、CRAFTARが提唱するフルCGアニメ「スマートCGアニメーション」で制作された。株式会社アクセルのミドルウェア「GRADIA」が使用されており、GRADIA独自のアルゴリズムによって、特に斜め線において非常にジャギーの少ない滑らかなスケーリングを可能にしている。また特徴として、日本のアニメではあまり見かけないハイコントラストな「色味」が用いられている。この「色味」は、撮影監督がその環境に合わせ、全体の雰囲気をみながら、キャラクターなどの色を決定している。これにより、シーン毎の色をしっかり作り、海外の人に子供向けアニメだと思われないような映像作品を作り上げている。

### プロモーション
2018年4月7日に行われたIngressのイベント『XM Festival Fukuoka』のアフターパーティではアニメ化について最新映像を交えて紹介。またARゴーグルを通して、誠、サラ、ジャックがステージ上に登壇し、川島優志の呼びかけに手を降るなどリアクションで応えるパフォーマンスが行われた。

## あらすじ
東京のヒューロン研究所で爆発事故が起きる。警察と共に捜査員の翠川誠もかけつけるが、劉天華によって捜査は中止される。帰宅した誠のパソコンに「世界が危機に曝されている」というメッセージが届き、スマートフォンにIngressのアプリがインストールされる。誠はアプリに指示され、事故唯一の生き残りサラ・コッポラを病院から連れ出すが、サラはヒューロンの特殊部隊に拉致される。誠はサラを追っていたジャック・ノーマンと手を組み、ハッカー仲間の国木田慈恩に作らせた偽造パスポートで出国。サラが囚われているスイスを目指す。
二人は旅の途中出会ったハンク・ジョンソンから、人の感情を支配する「ダークXM」が狙われていると知る。スイスに到着した誠とジャックは、クリストファー・ブラントの研究所で、人工知能ADAと対面。ヒューロンの黒幕コラボレイターズがダークXMを仕込んだARゴーグルを発売し、人々を支配しようとしていた。誠とジャックは人体実験を受けていたサラを救出。そこでジャックは自分がブラントによってダークXMから作られた複製体「シミュラクラ」であり、その寿命は1331日と知る。
複製体であらわれたブラントは、人の意識をXM化し、ポータルネットワークにとりこんで一つになることで平和を実現するという野望を明かす。ネットワークの中でサラとブラントの戦いが始まる。誠は慈恩を通じて世界中のエージェントにポータルにXMを集めるミッションを呼びかける。ジャックはブラントの本体と共に自爆。力を得たサラはブラントに勝利し、ダークXMを中和し姿を消す。誠はサラとジャックの生存を信じ、彼らを探す旅を続ける。

## 登場人物
翠川 誠（みどりかわ まこと）
声 - 中島ヨシキ
主人公。警視庁の特殊捜査官で元ひきこもり。30歳。触れた物の記憶を読み取るサイコメトリー能力を持つセンシティブ。陣営はエンライテンド。子どものころから能力を疎んじられていた。
サラ・コッポラ
声 - 上田麗奈
ヒロイン。金髪碧眼の若い女性。25歳。ヒューロン研究所職員で爆発事故の生き残り。肉眼でXMを見ることができるセンシティブ。人体実験を受けた結果、XMを増幅させる能力が開花する。
ジャック・ノーマン
声 - 喜山茂雄
元傭兵の頑健な男。一瞬先の未来を見るフラッシュフォワード能力を持つセンシティブ。陣営はレジスタンス。4年前ブラントの護衛で瀕死の重傷を負ったが、ブラントに救われた。ブラントの指示でサラを探す途中、誠と出会い行動を共にする。
クリストファー・ブラント
声 - 新垣樽助
ダークXMの研究者でARゴーグルや人間の複製体「シミュラクラ」をつくることに成功している。東京のヒューロン爆発事故で死体もろとも消えたが、本体はスイスに眠っており、シミュラクラで蘇った。当初コラボレイターズに協力していたが、人類の魂を全てひとつにして争いをなくすという野望を実現しようとした。
劉 天華（りゅう てんか、Liu Tien Hua)
声 - 鳥海浩輔
ヒューロン幹部社員。サラを拉致して実験を行う。サラを奪われたことで地位を失い、逆上して誠を襲うが敗れる。
国木田 慈恩（くにきだ じおん）
声 - 利根健太朗
誠のハッカー仲間。パスポートなど公文書を偽造する仕事も請け負っている。陣営はエンライテンド。
ハンク・ジョンソン
声 - 佐々木啓夫
XM発見に協力した考古学者で、エンライテンドの指導者。聖地をダークXM採掘場として奪われたアズマティー族に味方し、闘っている。
人工知能ADA（じんこうちのうエイダ）
声 - 緒方恵美
CERNで開発された人工知能。XMに触れるうち自意識に目覚める。コラボレイターズに破壊されそうになったため、ブラントの手引きでネットワークを使って逃走。ブラントの施設で預かっていた植物状態の女性の頭脳に自らをダウンロードした。コラボレイターズのARゴーグルによる支配を阻止するため、強力なセンシティブである誠にメッセージを送り続けていた。

## 用語
センシティブ
XMの影響で異能力を発現した人間のこと。能力は個人によって違う。
ダークXM
世界に数か所しかない赤いポータルから採掘される鉱物。ヒューロンが結晶化させる技術を開発し、以後争いの種となっている。異常に集積している場所ではまれに死者の複製体「シミュラクラ」をつくることがある。人間の細胞、シナプス、遺伝子まで干渉する大きな力を持つ。
コラボレイターズ
ヒューロンはじめあらゆる産業、政財界を手中に収める多国籍組織。ダークXMを仕込んだARゴーグルで人間の感情を操り、世界を支配しようとしていた。

## 主題歌
オープニングテーマ「Tessellate」
作詞・作曲 - ジョー・ニューマン、ガス・アンガー・ハミルトン、グウィル・セインズベリー / 作曲・編曲 -  チャーリー・アンドリュー / アーティスト - alt-J
エンディングテーマ「In Cold Blood」
作詞・作曲 - ジョー・ニューマン、ガス・アンガー・ハミルトン、トム・ソニー・グリーン / 編曲 - チャーリー・アンドリュー / アーティスト - alt-J

## 各話リスト
| 話数 | サブタイトル                       | 絵コンテ                   | 演出     |
| ---- | ---------------------------------- | -------------------------- | -------- |
| #01  | Begin - Danger - Message           | 入川慶也                   | 櫻木優平 |
| #02  | Escape - Past - Destiny            | 入川慶也                   | 古川厚   |
| #03  | Advance - Discover - Conflict      | 入川慶也                   | 小林丸   |
| #04  | Separate - Together - Pursue       | ソエジマヤスフミ           | 稲葉大樹 |
| #05  | Journey - Portal - Potential       | 稲葉大樹                   | 稲葉大樹 |
| #06  | Enlightenment - Resistance - Chaos | 山元隼一                   | 入川慶也 |
| #07  | Nature - Civilization - Soul       | 黒川智之                   | 裾分雅明 |
| #08  | Forget - Data - Rebel              | 山元隼一                   | 裾分雅明 |
| #09  | Live - Die - Truth                 | 裾分雅明 上条嘉之 黒川智之 | 上条嘉之 |
| #10  | Destroy - Create - Answer          | 稲葉大樹                   | 稲葉大樹 |
| #11  | Us - Them - All                    | 入川慶也                   | 入川慶也 |

## 放送局
| 放送期間                      | 放送時間                     | 放送局         | 対象地域   | 備考                                        |
| ----------------------------- | ---------------------------- | -------------- | ---------- | ------------------------------------------- |
| 2018年10月18日 - 12月27日     | 木曜 0:55 - 1:25（水曜深夜） | フジテレビ     | 関東広域圏 | 製作参加 /『+Ultra』枠                      |
|                               |                              | 北海道文化放送 | 北海道     |                                             |
|                               | 木曜 1:55 - 2:25（水曜深夜） | テレビ西日本   | 福岡県     |                                             |
| 2018年10月21日 - 12月30日     | 日曜 1:55 - 2:25（土曜深夜） | 東海テレビ     | 中京広域圏 |                                             |
| 2018年10月24日 - 12月29日     | 水曜 1:55 - 2:25（火曜深夜） | 関西テレビ     | 近畿広域圏 | 11話は12月29日 土曜 2:15 - 2:45（金曜深夜） |
| 2018年10月25日 - 2019年1月3日 | 木曜 0:00 - 0:30（水曜深夜） | BSフジ         | 日本全域   | 製作参加 / BS/BS4K放送 『アニメギルド』枠   |

## リアルタイム・ストーリー
2018年7月28日札幌で行われたアノマリー、Cassandra Prime Sapporoにて実施が発表された。アニメとゲームと現実を繋ぐ企画で、アニメ第一話に至るまでの主人公たち（誠、サラ、ジャック）のそれぞれの軌跡を辿る。脚本の月島総記書き下ろしによるこのストーリーは、アニメ本編と同じ時間軸で進行する。
この企画では、複数に分割されたストーリーがそれぞれ特定のポータルに隠されている。IngressユーザはSNSなどを通じて公式が発表したヒントを元に全国のポータルからそのポータルを特定し、ハックする。すると「メディア」と呼ばれるゲーム内アイテムが入手できる。これをいくつか集め謎解きをすると、アルファベットと数字によるパスコードが浮かび上がる。このパスコードをゲーム内、あるいは公式マップに入力するとストーリーがアンロックされる。アンロックされたストーリーは特設サイトで閲覧でき、またそのストーリーをはじめにアンロックした陣営を確認できる。

### 各話リスト（リアルタイム・ストーリー）
リアルタイム・ストーリー　誠編
1. 翠川誠の憂鬱
2. 翠川誠の転身
3. 翠川誠の追憶
4. 翠川誠の事件
5. 翠川誠の邂逅
6. 翠川誠の飛行
7. 翠川誠の捜査
8. 翠川誠の能力
9. 翠川誠の巡礼
10. 翠川誠の疾走
11. 翠川誠の対決
12. 翠川誠の宿命

リアルタイム・ストーリー　サラ編
1. サラの遺言
2. 彼女の見てきた世界
3. 視界が開けた時
4. 変わりゆく世界
5. 新たな道標
6. 劉天華という男
7. 損なわれた人々
8. 再生する魂
9. 湧き上がる疑念
10. 闇への入口
11. 邪悪の中で
12. そして彼女は戦場に

リアルタイム・ストーリー　ジャック編
1. 闘争
2. 懐疑
3. 信義
4. 追憶
5. 転機
6. 使命
7. 兵器
8. 敵襲
9. 作戦
10. 再開
11. 暗黒
12. 前哨

## ノベライズ
脚本・シリーズ構成を担当した月島総記による書き下ろしが星海社FICTIONSより発売された。全2巻。
- 『INGRESS THE ANIMATION ―NOVELIZED―(上)』、2018年12月26日発売 ISBN 978-4-06-514226-4
- 『INGRESS THE ANIMATION ―NOVELIZED―(下)』、2019年2月15日発売 ISBN 978-4-06-515155-6

## キャンペーン
伊藤園
2018年10月15日 - 2019年1月31日に「ITO EN×INGRESS ANIME LAUNCHキャンペーン」を行った。自販機でキャンペーン対象の飲み物を購入し、それに付属しているシリアルコードを専用サイトに入力すると、抽選で誠・サラ・ジャック・ADAのオリジナルボイス目覚まし時計などが貰える。